# ژیروفوریک اسید
ژیروفوریک اسید (به انگلیسی: Gyrophoric acid) با فرمول شیمیایی C۲۴H۲۰O۱۰ یک ترکیب شیمیایی با شناسه پاب‌کم ۱۳۵۷۲۸ است. که جرم مولی آن ۴۶۸٫۴۰ g/mol می‌باشد. 